# Каріньйо
Каріньйо (гал. Cariño, ісп. Cariño) — муніципалітет в Іспанії, у складі автономної спільноти Галісія, у провінції Ла-Корунья. Населення — 4590 осіб (2009).
Муніципалітет розташований на відстані близько 506 км на північний захід від Мадрида, 58 км на північний схід від Ла-Коруньї.
Муніципалітет складається з таких паррокій: Каріньйо, Феас, Ландой, А-Педра, Сісмунді.

## Демографія
Динаміка населення (INE ):

## Галерея зображень

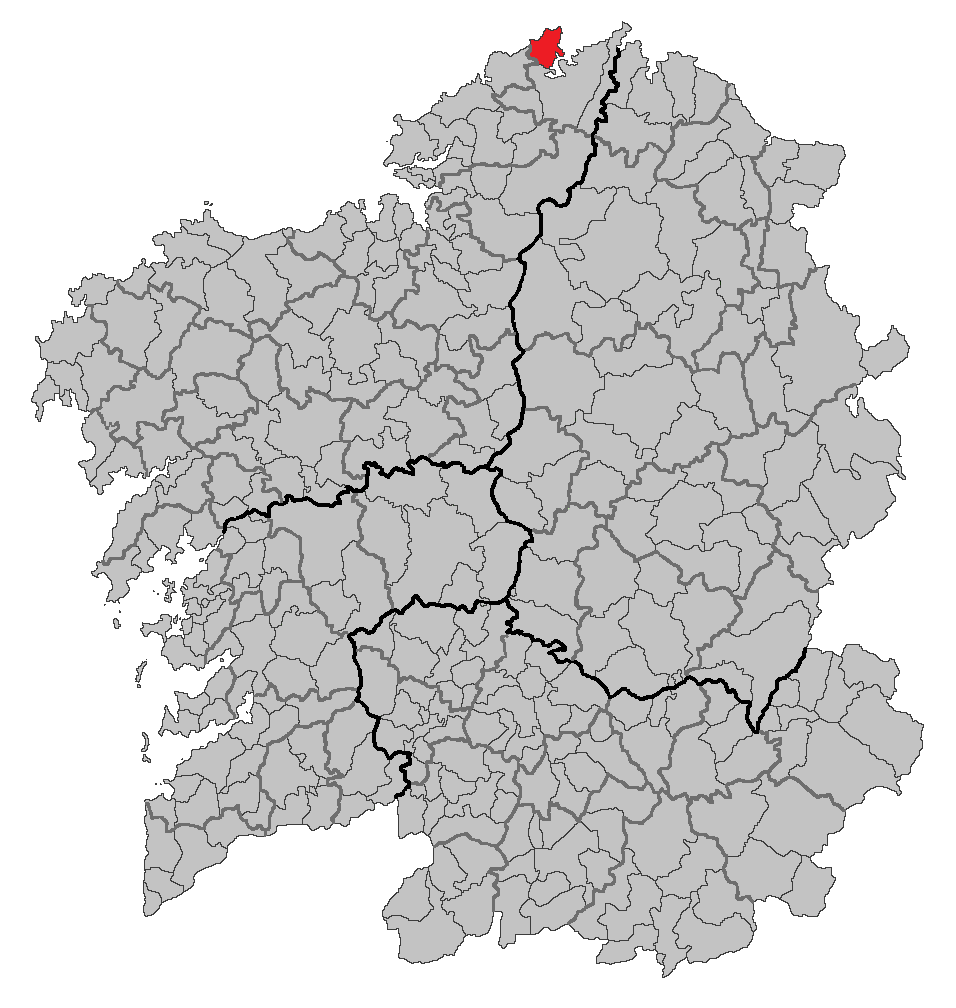
Розташування муніципалітету
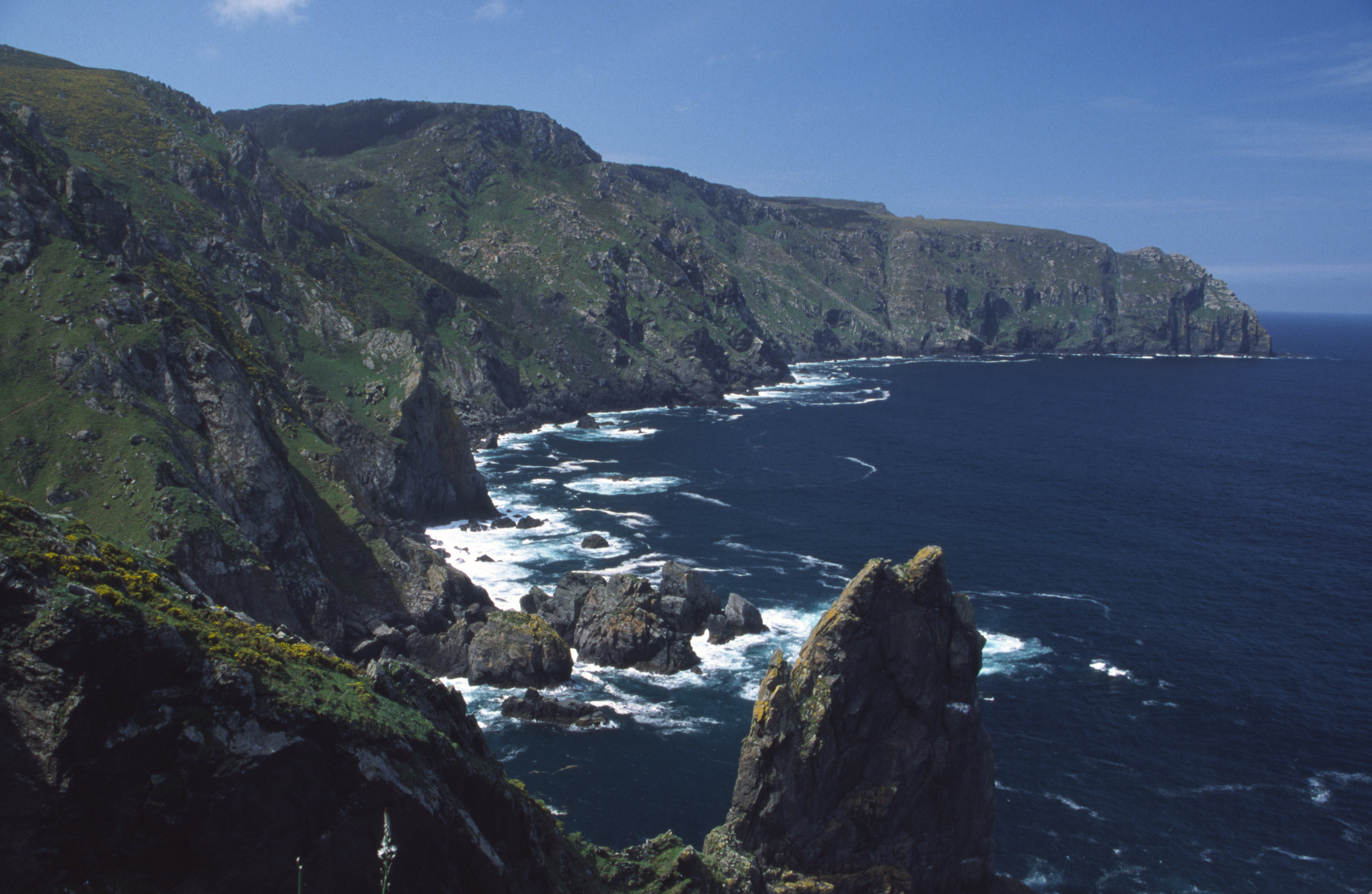
Мис Ортегаль